# Émile Knecht
Émile Knecht oder Emil Adolf Knecht (* 18. Dezember 1923 in Zürich; † 4. Mai 2019 in Küsnacht) war ein Schweizer Ruderer, der 1948 Olympiazweiter im Vierer mit Steuermann war.

## Sportliche Karriere
Knecht hatte sich zuerst als Radfahrer betätigt. Er schloss sich dann aber anderen Ruderern vom Seeclub Zürich an. Dem Verein gehörte er bis ins hohe Alter an.
Die ersten Ruder-Europameisterschaften nach dem Zweiten Weltkrieg wurden 1947 in Luzern auf dem Rotsee ausgetragen. Im Achter gewannen die Italiener vor den Dänen und den Schweizern. Aus dem Achter von 1947 wechselten Rudolf Reichling, Erich Schriever, Émile Knecht und Peter Stebler 1948 in den Vierer mit Steuermann. Mit Steuermann André Moccand gewannen die Schweizer bei den Olympischen Spielen 1948 in London in Vorlauf, Zwischenlauf und Halbfinal. Im Final auf der Themse in Henley-on-Thames siegten die US-Ruderer vor den Schweizern und den Dänen. 
Bei den Europameisterschaften 1951 traten Stebler und Knecht im Doppelzweier an und gewannen den Titel. Im Jahr darauf schieden sie bei den Olympischen Spielen in Helsinki in der ersten Hoffnungslaufrunde aus. 